# 물병자리 86
물병자리 86은 천구 적도 부근 물병자리 방향에 있는 쌍성이다. ‘86’ 명칭은 플램스티드 명명법에 따른 기호이다. 이 별은 겉보기 등급 4.47로 밤에 맨눈으로 볼 수 있으나 흐릿하게 보인다. 시차 자료에 따르면 이 별까지의 거리는 약 220 광년이다.
물병자리 86은 하나의 별처럼 보이나 실제로는 두 개의 별이 각거리 26초각만큼 떨어져 있는 계(系)이다. 둘 중 밝은 쪽은 분광형 G8 III의 거성이며 겉보기 등급은 4.79이다. 외곽 대기의 유효 온도는 4900 켈빈으로 우리눈으로 볼 때 노랗게 빛나는 것처럼 보인다. 어두운 쪽 별의 겉보기 등급은 6.77이다.